# Klejówka świerkowa

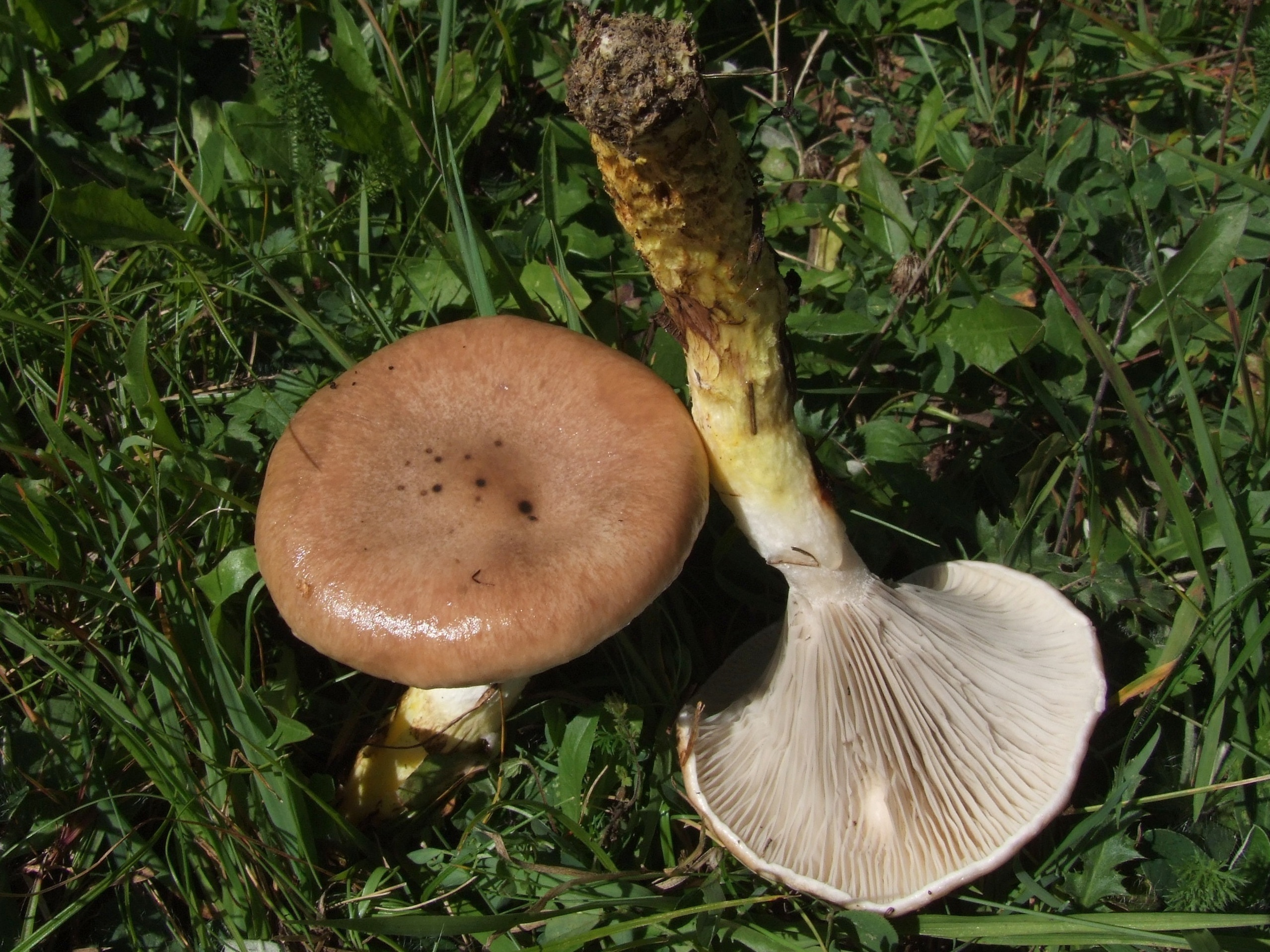

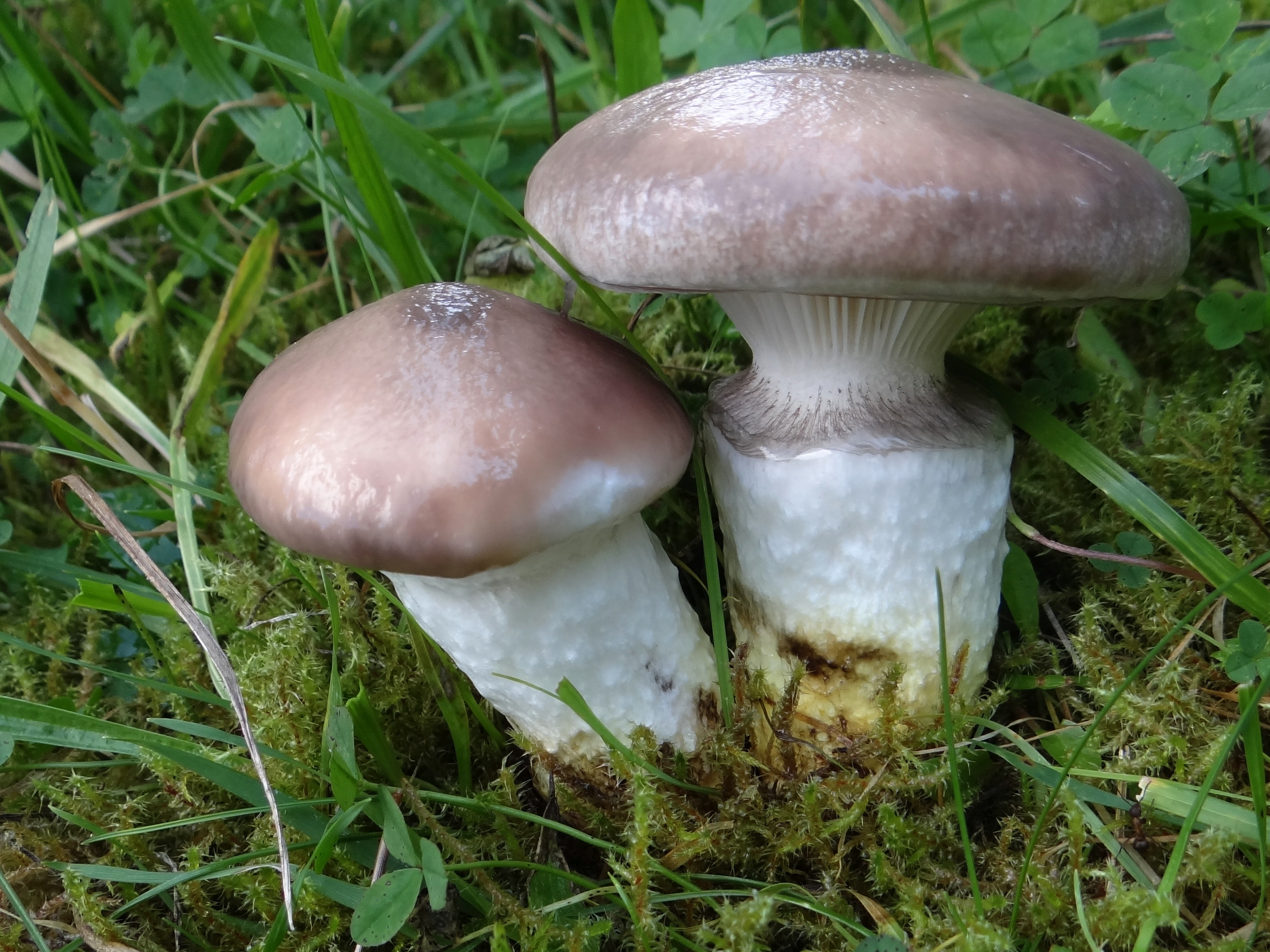

Klejówka świerkowa (Gomphidius glutinosus (Schaeff.) Fr.) – gatunek grzybów należący do rodziny klejówkowatych (Gomphidiaceae).

## Systematyka i nazewnictwo
Pozycja w klasyfikacji według Index Fungorum: Gomphidius, Gomphidiaceae, Boletales, Agaricomycetidae, Agaricomycetes, Agaricomycotina, Basidiomycota, Fungi.
Po raz pierwszy takson ten zdiagnozował w 1774 r. Jacob Christian Schäffer, nadając mu nazwę Agaricus glutinosus. Obecną, uznaną przez Index Fungorum nazwę nadał mu w 1838 r. Fries, przenosząc go do rodzaju Gomphidius. Synonimy:
- Agaricus adhaerens J.F. Gmel. 1792
- Agaricus fuscus Batsch 1783
- Agaricus glutinosus Schaeff. 1774
- Agaricus mitratus J.F. Gmel. 1792
- Agaricus velatus With. 1792
- Agaricus viscidus var. atropunctus Pers. 1801
- Cortinarius viscidus ß atropunctus (Pers.) Gray 1821
- Gomphidius glutinosus var. glutinosus (Schaeff.) Fr. 1838
- Gomphus glutinosus (Schaeff.) P. Kumm. 1871
- Leucogomphidius glutinosus (Schaeff.) Kotl. & Pouzar 1972

Nazwę polską podał Władysław Wojewoda w 1990 r. W polskim piśmiennictwie mykologicznym ma również inne nazwy: bedłka kleista, klejówka kleista, klejówka śluzowata. Ma też ludowe nazwy regionalne: czop, klejak, ślimak, ślimaczek, tłuszcz, tłuścioch.

## Morfologia
Kapelusz
O średnicy 4–15 cm, u młodych okazów tępostożkowaty, później półkulisty, łukowaty, na koniec płaski i na środku wklęsły lub nawet lejkowaty. Brzeg zawsze podwinięty. Powierzchnia gładka i pokryta śluzem (w czasie suszy wysycha). Młode owocniki mają kolor fioletowosiwy, siwobrązowy, starsze czekoladowobrązowy, na koniec ochrowy. Często z brzegów kapelusza zwisają śluzowate resztki osłony.
Blaszki
Rzadkie, różnej długości, zbiegające przy trzonie. Na młodych okazach białawe, na starszych ciemniejsze.
Trzon
Wysokość 2–5 cm, grubość do 3 cm, walcowaty, pełny, śliski. Posiada zanikający pierścień. Powierzchnia biaława, dołem miejscami żółta. Pod kapeluszem resztki śluzowatej osłony.
Miąższ
Pod kapeluszem brązowawy, w dolnej części miejscami cytrynowy, poza tym białawy. Ma łagodny smak i słaby zapach.
Wysyp zarodników
Czarny
Cechy mikroskopowe
Zarodniki wydłużone, gładkie o rozmiarach 18–22 × 5–8 μm.
Gatunki podobne:
- klejówka plamista (Gomphidius maculatus) występująca pod modrzewiami. Różni się nieco barwą kapelusza (cielistoochrowy do brązowocielistego) i pokryta jest ciemnobrązowymi plamami[7],
- klejek alpejski (Chroogomphus helveticus). Nie jest śliski i ma owocnik pomarańczowobrązowy do różowofioletowego[6].
- klejek czerwonawy (Chroogomphus rutilus) nie jest śliski i ma czerwonobrązowy kapelusz[6].

## Występowanie i siedlisko
Występuje na całej półkuli północnej w strefie klimatu umiarkowanego. W Polsce gatunek rzadki. Znajduje się na Czerwonej liście roślin i grzybów Polski. Ma status R – potencjalnie zagrożony z powodu ograniczonego zasięgu geograficznego i małych obszarów siedliskowych.
Naziemny grzyb mykoryzowy. Rośnie w lasach iglastych lub mieszanych, niemal wyłącznie pod świerkami, bardzo rzadko pod innymi gatunkami drzew (grab pospolity, lipa). Najczęściej występuje na glebach kwaśnych i niezbyt wilgotnych, szczególnie w obecności borówek. Owocniki pojawiają się od lipca do listopada.

## Znaczenie
Grzyb jadalny. Według niektórych autorów średniej jakości, według innych jest to dobry grzyb jadalny, w smaku podobny do maślaka ziarnistego. Podczas gotowania wydziela dużo śluzu. Jego przyrządzanie jest pracochłonne, należy bowiem z kapelusza usunąć lepką i kwaskowatą skórkę. Dobrze nadaje się do marynowania w occie. Przez grzybiarzy jest on jednak rzadko zbierany.